# Canoscio
Canoscio è una frazione del comune di Città di Castello (PG).
Sito a 12 km a sud del capoluogo, non ha un vero e proprio nucleo di case associato, ma esso è importante per il monumento principale che ospita, il santuario della Madonna del Transito, una basilica cattolica che si affaccia sul Tevere dalla sommità di un colle, a 449 m s.l.m.. Ogni anno, il 15 agosto, vi si svolgono solenni festeggiamenti.

## Monumenti e luoghi d'interesse
- Santuario della Madonna del Transito, santuario mariano tra i più importanti dell'Umbria e dell'intera Italia centrale; sicuramente è il maggiore santuario mariano dell'Alta valle del Tevere. Secondo i dati del Comune, è visitato annualmente da più di 100 000 fedeli, provenienti in gran parte da Umbria, Toscana, Marche e Romagna. È anche parrocchia della Diocesi di Città di Castello. Fu eretto nel XIX secolo al posto di un'antica cappella contenente un affresco di scuola senese, la Madonna del Transito, la cui parte centrale è ora custodita in un'urna nel nuovo santuario;
- Pieve dei Santi Cosma e Damiano (seconda metà del XII secolo), contenente affreschi senesi e tardogotici, una grande costruzione di stile romanico a breve distanza dal santuario; ha un portale dotato di architrave e una facciata a capanna culminante in un piccolo campanile rettangolare a vela. È a pianta rettangolare, la navata a capriate e ha un'abside semicircolare;

- Riproduzione della Grotta di Lourdes, benedetta nel 1927 e costruita nel piazzale laterale, rappresentante le statue della Madonna di Lourdes e Santa Bernadette;
- Croce di Ferro illuminata, sull'estrema sommità del colle.

### Il Tesoro di Canoscio
Canoscio è nota in tutto il mondo, specialmente tra gli studenti di Tarda antichità, come il sito dove è stato rinvenuto un servizio da tavola di età arte paleocristiana, costituito da 25 pezzi liturgici in argento, venuto alla luce nel 1935 durante la lavorazione di un campo. Il "Tesoro di Canoscio" è ora custodito nel Museo del Capitolo del Duomo di Città di Castello.
I pezzi furono ritrovati accuratamente protetti da un piatto messo a mo' di coperchio su un pozzetto poco profondo: si tratta di sei piatti, due patene, tre calici semisferici senza segni, una pisside con il suo coperchio (liscia), due colatoi, un piccolo ramaiolo e nove cucchiai di uso domestico.
Non sembra che tutti gli oggetti possano essere stati utilizzati esclusivamente per servizi liturgici. I nomi di Eliano e Felicita, i probabili donatori, sono incisi in una delle patene. Il piatto messo a protezione del tesoro fu rotto dall'aratro che lo rinvenne, ma una volta restaurato ha messo in luce l'iscrizione
DE DONIS DEI ET SANCTI MARTYRIS AGAPITI UTERE FELIX
che significa
FA' UN USO FELICE DEI DONI DI DIO E DEL SANTO MARTIRE AGAPITO.
Il piatto integro più grande invece era destinato ad uso liturgico: al centro si trova una superficie rialzata tipica delle patere pagane, che serviva a mantenere il pollice libero dalla libazione durante l'Offerta. La sezione centrale è lavorata con una croce bizantina con Alfa e Omega, sotto cui scorrono quattro fiumi. Ai lati della croce sono disegnati la mano di Dio e la colomba dello Spirito Santo; in basso ci sono due agnelli che si affacciano l'uno all'altro.
Il colatoio più grande è scolpito con il labarum e l'Alfa e Omega, con puntini a tracciare le loro sagome.